# 1292
Évszázadok: 12. század – 13. század – 14. század
Évtizedek: 1240-es évek – 1250-es évek – 1260-as évek – 1270-es évek – 1280-as évek – 1290-es évek – 1300-as évek – 1310-es évek – 1320-as évek – 1330-as évek – 1340-es évek
Évek: 1287 – 1288 – 1289 – 1290 –  1291 – 1292 – 1293 – 1294 – 1295 – 1296 – 1297

## Események
- január 6. – Árpád-házi Mária nápolyi királyné trónigényét fiára, Anjou Károlyra ruházza.
- május 5. – Nassaui Adolf német királlyá választása (1298-ban trónfosztva).
- május 6. – Az esztergomi zsinat megnyitása.
- augusztus – III. András hatalma megszilárdítása érdekében a lázadók ellen Délvidékre indul, de fogságba esik. Hívei azonban legyőzik a lázadókat és kiszabadul, uralma továbbra sem szilárd.
- november 17. – John de Balliol lesz Skócia királya (1296-ban trónfosztva).

## Halálozások
- április 4. – IV. Miklós pápa (* 1227)[1]